# 高曇晟
高曇晟（？—618年），隋末唐初懷戎（今河北涿鹿縣西南）僧人，大乘政權領袖。

## 生平
618年時以做法事為名，乘縣令設齋，糾集近五十名僧人殺死縣令和鎮守軍將，自封“大乘皇帝”，建元法輪。立女尼靜宣為“耶输皇后”。
他还派出使者去漁陽郡與高開道約為兄弟並加以招降，封他為「齊王」，收納他的五千兵馬，但是不過三月高開道旋即反出，殺害了高曇晟，接收他的勢力，復稱「燕王」。

## 年号
高曇晟的年号法輪（618年十月—618年十二月），歷時3月。